# Institut des métiers de Berlin
L'Institut des métiers de Berlin (également : Académie des métiers) est fondé le 1er novembre 1821 inauguré en tant qu'Institut technique royal de Berlin. Il est destiné à former des spécialistes pour les secteurs économiques de production.

## Histoire
Sous la direction de Peter Beuth, un premier institut des métiers berlinois est conçu le 29 avril 1820 comme un établissement d'enseignement et inauguré le 1er novembre 1821 en tant qu'Institut technique royal dans le bâtiment du 36 Klosterstraße (de). Il incarne les idéaux de Beuth de l'époque au sein de l'Association pour la promotion de l'industrie. Les classes les plus basses sont également appelées école de métiers et exigeent un solide certificat d'études élémentaires comme condition d'entrée. À partir de 1860, l' Abitur est exigé pour l'entrée.
L'École des mines de Berlin (fondée en 1770) et l'Académie d'architecture de Berlin (fondée en 1799), qui forment des spécialistes de l'administration publique, servent de modèles fondateurs.
L'institut est rebaptisé Institut royal des métiers en 1827 et Académie royale des métiers en 1866.
Le bâtiment de Klosterstraße 36 est conçu par Peter Beuth et Karl Friedrich Schinkel en 1829 comme un nouveau bâtiment très moderne et révolutionnaire qui peut être considéré comme un précurseur de l'architecture moderne. Les trois étages du bâtiment sont soutenus par des supports en fonte et la façade simple est structurée par des pilastres et de grandes fenêtres.
En 1846, une association étudiante est formée, l'Association des élèves de l'Institut royal des métiers, plus tard l'Association académique Hütte (Berlin) (de). Selon les statuts, le but de l'association est "de rapprocher les élèves de l'institut des métiers, en partie pour l'instruction mutuelle, en partie pour le divertissement social". Dix ans plus tard, l'Association des ingénieurs allemands (de) (VDI) est fondée à partir de l'association.

## Fondation de l'Université technique de Berlin
Le 1er avril 1879, l'académie des métiers fusionne avec l'académie du bâtiment pour former l'Université technique royale de Charlottenbourg, dont les nouveaux bâtiments sont inaugurés le 2 novembre 1884 sont solennellement inaugurés à Charlottenbourg.
Le 1er octobre 1916, l'Académie des mines est également intégrée. Dans d'autres endroits de l'Empire allemand, de telles fusions aboutissent à des universités polytechniques, parfois appelées à tort écoles supérieures de métiers.
À l'automne 1927, le département de géodésie de l'Université agricole de Berlin (de) est transféré à l'Université technique royale de Charlottenburg (TH).

## Facultés/départements importants de la TH
- Chimie organique : 1859–1871 Adolf von Baeyer, successeur de Carl Liebermann

## Diplômés connus
- August Borsig (1804–1854), pionnier du chemin de fer (locomotives à vapeur), fondateur des usines Borsig
- August von Borries (1852–1906), ingénieur de locomotive, professeur d'ingénierie ferroviaire à la TH
- Ludwig Nathaniel August Brennecke (de) (1843–1931), ingénieur hydraulique et génie civil, directeur de la construction du port naval
- Otto Lilienthal (1848-1896), ingénieur en mécanique, pionnier de l'aviation[4]
- Adolf Slaby (1849–1913), ingénieur électricien, professeur d'université[4]